# 谷口彰悟
谷口 彰悟（たにぐち しょうご、1991年7月15日 - ）は、熊本県熊本市東区出身のプロサッカー選手。ジュピラー・プロ・リーグ・シント＝トロイデンVV所属。ポジションはディフェンダー（センターバック、サイドバック）、ミッドフィールダー（守備的ミッドフィールダー）。日本代表。
妻はモデル・女優の泉里香。

## 来歴

### プロ入り前
2010年、熊本県立大津高等学校を経て筑波大学へ進学。1年時からレギュラーに定着し、大型ボランチとして活躍。4年時は主将を務めた。
在学中の2013年8月、川崎フロンターレに特別指定選手として選手登録。また、2011年と2013年には2大会連続でユニバーシアード日本代表としてユニバーシアードに出場し、2011年は金メダル獲得に貢献した。

### 川崎フロンターレ
複数クラブとの競合の末、2014年に川崎へ正式に入団。プロデビュー戦はそれまで経験のなかった左SBで迎え、以降スタメンとして名を連ねた。またセンターバックとしてもプレーし、ルーキーながら複数のポジションをこなすユーティリティ性を見せた。8月30日、名古屋グランパスとの対戦でプロ初得点。
2016年は新加入の奈良竜樹やエドゥアルドの活躍もあり、スタメンから外れる試合もあった。前年から続いてた連続フル出場は途絶えたものの、シーズン途中に奈良が負傷離脱した事もあり再びスタメンで出場するようになった。12月29日、天皇杯・準決勝の大宮アルディージャ戦では決勝ゴールを挙げ、クラブ史上初の同大会決勝進出に貢献した。
2017年3月5日、第2節のサガン鳥栖戦で通算100試合に出場を達成。リーグ戦では過密日程の中、チームで唯一全試合にフル出場し、クラブ史上初タイトルとなるJ1リーグ優勝に貢献した。年間を通してセンターバックとして出場し、リーグ戦では年間7得点を記録した。
2018年もセンターバックの一角としてリーグ戦でフル出場し、3得点を記録し川崎のリーグ2連覇に貢献した。
2019年4月10日、蔚山現代FC戦で膝を痛め負傷交代。本人の申し出もあり同月14日のサガン鳥栖戦はメンバー外となった。これにより2014年8月30日に行われた名古屋グランパス戦から続いていた連続出場記録が155試合で途切れる事となった。尚この記録はフィールドプレイヤーJ1歴代2位の記録となっている。
2020年シーズンよりキャプテンに就任。Jリーグベストイレブンに選出される活躍をし、J1と天皇杯で優勝し2冠を達成した。
2021年もキャプテンを務め、クラブのJ1リーグ2連覇を再び達成した。個人としても2年連続3度目のベストイレブンに選出。
2022年12月19日、海外クラブへの移籍を前提とした移行手続きのため退団を発表。

### アル・ラーヤンSC
12月28日、アル・ラーヤンSCに加入することが発表された。2023年1月6日、第8節のアル・スィーリーヤSC戦で新天地デビューを果たした。2月13日のアル・アハリ戦で初アシストを記録した。

### シント＝トロイデンVV
2024年7月19日、ジュピラー・プロ・リーグ・シント＝トロイデンVVへの加入が発表された。

### 日本代表
2015年3月、日本代表のバックアップメンバーに初選出。5月12日・13日に行われるサッカー日本代表の合宿メンバーに選ばれ、6月11日のイラク戦の日本代表初出場を果たした。2021年、再び日本代表に選出。
2022年、FIFAワールドカップ・アジア最終予選を戦う日本代表に選出され、中国戦、サウジアラビア戦に先発フル出場し2試合連続のクリーンシートでの勝利に貢献した。7月、EAFF E-1サッカー選手権2022ではキャプテンとして優勝を果たし、大会ベストDFに選出された。同年11月、ワールドカップカタール大会に臨む代表メンバーに選出された。グループリーグ最終節のスペイン戦で吉田麻也、板倉滉と共に3バックの左CBとしてスタメン起用され、日本代表選手としてはこれまでで最年長となる31歳139日でワールドカップ初出場。相手シュートを防いだりスペイン代表のエースガビを完全に封じるなど守備で勝利に貢献、チームは決勝トーナメント進出を果たした。決勝トーナメント1回戦、クロアチア戦でも先発起用され、試合開始直後の決定機は決め切れず、延長PK戦でチームは敗れたが、ディフェンス面では良いプレーを見せた。
カタールW杯後、最初の代表活動ではメンバーから外れたが、翌6月に代表復帰。2023年6月15日エルサルバドルとの親善試合に先発出場し、前半1分に久保建英のセットプレーを頭で合わせ、代表初ゴールを記録した。
2023年6月のエルサルバドル、ペルー戦に先発フル出場した。

## 私生活
2025年6月25日、モデル・女優の泉里香との結婚が発表された。

## 人物
- 1歳年下の幼馴染である車屋紳太郎とは、小学校、中学校、高校、大学が全て同じで、プロでの契約先も同じ川崎、更に日本代表候補にも同時に初選出された[27]。
- 筑波大学在学中、保健体育の教員免許を取得している。

## 所属クラブ
- 熊本ユナイテッドSC（熊本市立長嶺小学校→熊本市立長嶺中学校）
- 2007年 - 2009年 熊本県立大津高等学校
- 2010年 - 2013年 筑波大学
  - 2013年8月 - 同年12月  川崎フロンターレ（特別指定選手）
- 2014年 - 2022年  川崎フロンターレ
- 2023年 - 2024年7月  アル・ラーヤンSC
- 2024年7月 -  シント＝トロイデンVV

## 個人成績
| 国内大会個人成績 | 国内大会個人成績   | 国内大会個人成績 | 国内大会個人成績 | 国内大会個人成績 | 国内大会個人成績 | 国内大会個人成績        | 国内大会個人成績        | 国内大会個人成績 | 国内大会個人成績 | 国内大会個人成績 | 国内大会個人成績 |
| 年度             | クラブ             | 背番号           | リーグ           | リーグ戦         | リーグ戦         | リーグ杯                | リーグ杯                | オープン杯       | オープン杯       | 期間通算         | 期間通算         |
| 年度             | クラブ             | 背番号           | リーグ           | 出場             | 得点             | 出場                    | 得点                    | 出場             | 得点             | 出場             | 得点             |
| 日本             | 日本               | 日本             | 日本             | リーグ戦         | リーグ戦         | リーグ杯                | リーグ杯                | 天皇杯           | 天皇杯           | 期間通算         | 期間通算         |
| ---------------- | ------------------ | ---------------- | ---------------- | ---------------- | ---------------- | ----------------------- | ----------------------- | ---------------- | ---------------- | ---------------- | ---------------- |
| 2008             | 大津高             | 14               | -                | -                | -                | -                       | -                       | 2                | 1                | 2                | 1                |
| 2011             | 筑波大             | 3                | -                | -                | -                | -                       | -                       | 2                | 0                | 2                | 0                |
| 2012             | 筑波大             | 3                | -                | -                | -                | -                       | -                       | 2                | 0                | 2                | 0                |
| 2013             | 筑波大             | 3                | -                | -                | -                | -                       | -                       | 2                | 1                | 2                | 1                |
| 2014             | 川崎               | 15               | J1               | 30               | 1                | 4                       | 0                       | 1                | 0                | 35               | 1                |
| 2015             | 川崎               | 5                | J1               | 34               | 2                | 6                       | 0                       | 3                | 0                | 43               | 2                |
| 2016             | 川崎               | 5                | J1               | 34               | 1                | 6                       | 2                       | 5                | 1                | 45               | 4                |
| 2017             | 川崎               | 5                | J1               | 34               | 7                | 4                       | 0                       | 1                | 0                | 39               | 7                |
| 2018             | 川崎               | 5                | J1               | 34               | 3                | 2                       | 0                       | 3                | 1                | 39               | 4                |
| 2019             | 川崎               | 5                | J1               | 30               | 0                | 5                       | 0                       | 2                | 0                | 37               | 0                |
| 2020             | 川崎               | 5                | J1               | 30               | 3                | 4                       | 0                       | 2                | 0                | 36               | 3                |
| 2021             | 川崎               | 5                | J1               | 30               | 0                | 0                       | 0                       | 4                | 0                | 34               | 0                |
| 2022             | 川崎               | 5                | J1               | 33               | 3                | 2                       | 0                       | -                | -                | 35               | 3                |
| カタール         | カタール           | カタール         | カタール         | リーグ戦         | リーグ戦         | リーグ杯                | リーグ杯                | オープン杯       | オープン杯       | 期間通算         | 期間通算         |
| 2022-23          | アル・ラーヤン     | 3                | QSL              | 15               | 0                | -                       | -                       | 1                | 0                | 16               | 0                |
| 2023-24          | アル・ラーヤン     | 3                | QSL              | 22               | 1                | 1                       | 0                       | 1                | 0                | 24               | 1                |
| ベルギー         | ベルギー           | ベルギー         | ベルギー         | リーグ戦         | リーグ戦         | リーグ杯                | リーグ杯                | ベルギー杯       | ベルギー杯       | 期間通算         | 期間通算         |
| 2024-25          | シント＝トロイデン | 5                | ジュピラー       | 13               | 1                | -                       | -                       | 1                | 0                | 14               | 1                |
| 通算             | 日本               | 日本             | J1               | 289              | 20               | 33                      | 2                       | 21               | 2                | 343              | 24               |
| 通算             | 日本               | 日本             | 他               | -                | -                | -\|\|\|8\|\|2\|\|8\|\|2 | -\|\|\|8\|\|2\|\|8\|\|2 |                  |                  |                  |                  |
| 通算             | カタール           | カタール         | QSL              | 37               | 1                | 1                       | 0                       | 2                | 0                | 40               | 1                |
| 通算             | ベルギー           | ベルギー         | ジュピラー       | 13               | 1                | -                       | -                       | 1                | 0                | 14               | 1                |
| 総通算           | 総通算             | 総通算           | 総通算           | 339              | 22               | 34                      | 2                       | 32               | 4                | 405              | 28               |

- 2013年は特別指定選手

その他の公式戦
- 2016年
  - Jリーグチャンピオンシップ 1試合0得点
- 2018年
  - XEROX SUPER CUP 1試合0得点
- 2019年
  - FUJI XEROX SUPER CUP 1試合0得点
- 2025年
  - ベルギーリーグ・プレーオフ 1試合0得点

| 国際大会個人成績 | 国際大会個人成績 | 国際大会個人成績 | 国際大会個人成績 | 国際大会個人成績 |
| 年度             | クラブ           | 背番号           | 出場             | 得点             |
| AFC              | AFC              | AFC              | ACL              | ACL              |
| ---------------- | ---------------- | ---------------- | ---------------- | ---------------- |
| 2014             | 川崎             | 15               | 5                | 0                |
| 2017             | 川崎             | 5                | 8                | 1                |
| 2018             | 川崎             | 5                | 4                | 0                |
| 2019             | 川崎             | 5                | 6                | 1                |
| 2021             | 川崎             | 5                | 6                | 0                |
| 2022             | 川崎             | 5                | 5                | 0                |
| 2022             | アル・ラーヤンSC | 3                | 1                | 0                |
| 通算             | AFC              | AFC              | 35               | 2                |

- Jリーグ初出場 - 2014年3月23日 J1第4節 vsFC東京（味の素スタジアム）
- Jリーグ初得点 - 2014年8月30日 J1第22節 vs名古屋グランパス（名古屋市瑞穂陸上競技場）

## タイトル

### クラブ
川崎フロンターレ
- J1リーグ：4回（2017年、2018年、 2020年、2021年）
- FUJI XEROX SUPER CUP：2回（2019年、2021年）
- Jリーグカップ：1回（2019年）
- 天皇杯 JFA 全日本サッカー選手権大会：1回（2020年）

### 代表
ユニバーシアード日本代表
- ユニバーシアードサッカー競技（2011年）

日本代表
- EAFF E-1サッカー選手権（2022年）

### 個人
- 全国高等学校サッカー選手権大会 大会優秀選手（2008年）
- 関東大学サッカーリーグ戦1部 ベストイレブン（2011年、2013年）
- デンソーカップチャレンジサッカー ベストイレブン（2012年）
- Jリーグフェアプレー個人賞：1回（2015年）
- Jリーグ・優秀選手賞：6回（2017年 - 2022年）
- Jリーグベストイレブン：4回（2018年、2020年、2021年、2022年）
- EAFF E-1サッカー選手権 最優秀DF：1回（2022年）
- JPFAアワード（J1）・ベストイレブン：1回（2022年）

## 代表歴

### 出場大会
- ユニバーシアード日本代表
  - 第26回夏季ユニバーシアード
  - 第27回夏季ユニバーシアード
- 日本代表
  - 2018 FIFAワールドカップ・アジア2次予選
  - 東アジアカップ2015
  - EAFF E-1フットボールチャンピオンシップ2017
  - 2022 FIFAワールドカップ・アジア2次予選兼AFCアジアカップ 2023・予選
  - 2022 FIFAワールドカップ・アジア3次予選
  - EAFF E-1サッカー選手権2022
  - 2022 FIFAワールドカップ
  - 2026 FIFAワールドカップ・アジア2次予選兼AFCアジアカップ 2027・予選
  - AFCアジアカップ2023
  - 2026 FIFAワールドカップ・アジア3次予選

### 試合数
- 国際Aマッチ 32試合 1得点（2015年 - ）

| 日本代表 | 国際Aマッチ | 国際Aマッチ |
| 年       | 出場        | 得点        |
| -------- | ----------- | ----------- |
| 2015     | 2           | 0           |
| 2017     | 1           | 0           |
| 2021     | 2           | 0           |
| 2022     | 11          | 0           |
| 2023     | 8           | 1           |
| 2024     | 8           | 0           |
| 通算     | 32          | 1           |

### 出場
| No. | 開催日         | 開催都市         | スタジアム                                             | 対戦国                 | 結果         | 監督                       | 大会                                                               |
| --- | -------------- | ---------------- | ------------------------------------------------------ | ---------------------- | ------------ | -------------------------- | ------------------------------------------------------------------ |
| 1.  | 2015年6月11日  | 横浜             | 日産スタジアム                                         | イラク                 | ○4-0         | ヴァイッド・ハリルホジッチ | キリンチャレンジカップ2015                                         |
| 2.  | 2015年8月2日   | 武漢             | 武漢体育中心                                           | 朝鮮民主主義人民共和国 | ●1-2         | ヴァイッド・ハリルホジッチ | EAFF東アジアカップ2015                                             |
| 3.  | 2017年12月9日  | 調布             | 味の素スタジアム                                       | 朝鮮民主主義人民共和国 | ○1-0         | ヴァイッド・ハリルホジッチ | EAFF E-1サッカー選手権2017                                         |
| 4.  | 2021年6月7日   | 吹田             | パナソニックスタジアム吹田                             | タジキスタン           | ○4-1         | 森保一                     | 2022 FIFAワールドカップ・アジア2次予選兼AFCアジアカップ 2023・予選 |
| 5.  | 2021年6月11日  | 神戸             | ノエビアスタジアム神戸                                 | セルビア               | ○1-0         | 森保一                     | キリンチャレンジカップ2021                                         |
| 6.  | 2022年1月27日  | さいたま         | 埼玉スタジアム2002                                     | 中国                   | ○2-0         | 森保一                     | 2022 FIFAワールドカップ・アジア3次予選                             |
| 7.  | 2022年2月1日   | さいたま         | 埼玉スタジアム2002                                     | サウジアラビア         | ○2-0         | 森保一                     | 2022 FIFAワールドカップ・アジア3次予選                             |
| 8.  | 2022年3月29日  | さいたま         | 埼玉スタジアム2002                                     | ベトナム               | △1-1         | 森保一                     | 2022 FIFAワールドカップ・アジア3次予選                             |
| 9.  | 2022年6月2日   | 札幌             | 札幌ドーム                                             | パラグアイ             | ○4-1         | 森保一                     | キリンチャレンジカップ2022                                         |
| 10. | 2022年6月10日  | 神戸             | ノエビアスタジアム神戸                                 | ガーナ                 | ○4-1         | 森保一                     | キリンカップサッカー2022                                           |
| 11. | 2022年7月19日  | 鹿嶋             | 茨城県立カシマサッカースタジアム                       | 香港                   | ○6-0         | 森保一                     | EAFF E-1サッカー選手権2022                                         |
| 12. | 2022年7月27日  | 豊田             | 豊田スタジアム                                         | 韓国                   | ○3-0         | 森保一                     | EAFF E-1サッカー選手権2022                                         |
| 13. | 2022年9月27日  | デュッセルドルフ | メルクーア・シュピール＝アレーナ                       | エクアドル             | △0-0         | 森保一                     | 国際親善試合                                                       |
| 14. | 2022年11月17日 | ドバイ           | アール・マクトゥーム・スタジアム                       | カナダ                 | ●1-2         | 森保一                     | 国際親善試合                                                       |
| 15. | 2022年12月1日  | ライヤーン       | ハリーファ国際スタジアム                               | スペイン               | ○2-1         | 森保一                     | 2022 FIFAワールドカップ                                            |
| 16. | 2022年12月5日  | アル＝ワクラ     | アル・ジャヌーブ・スタジアム                           | クロアチア             | △1-1 (PK1-3) | 森保一                     | 2022 FIFAワールドカップ                                            |
| 17. | 2023年6月15日  | 豊田             | 豊田スタジアム                                         | エルサルバドル         | ○6-0         | 森保一                     | キリンチャレンジカップ2023                                         |
| 18. | 2023年6月20日  | 吹田             | パナソニックスタジアム吹田                             | ペルー                 | ○4-1         | 森保一                     | キリンチャレンジカップ2023                                         |
| 19. | 2023年9月9日   | ヴォルフスブルク | フォルクスワーゲン・アレーナ                           | ドイツ                 | ○4-1         | 森保一                     | 国際親善試合                                                       |
| 20. | 2023年9月12日  | ヘンク           | セゲカ・アレーナ                                       | トルコ                 | ○4-2         | 森保一                     | キリンチャレンジカップ2023                                         |
| 21. | 2023年10月13日 | 新潟             | デンカビッグスワンスタジアム                           | カナダ                 | ○4-1         | 森保一                     | MIZUHO BLUE DREAM MATCH 2023                                       |
| 22. | 2023年10月17日 | 神戸             | ノエビアスタジアム神戸                                 | チュニジア             | ○2-0         | 森保一                     | キリンチャレンジカップ2023                                         |
| 23. | 2023年11月16日 | 吹田             | パナソニックスタジアム吹田                             | ミャンマー             | ○5-0         | 森保一                     | 2026 FIFAワールドカップ・アジア2次予選                             |
| 24. | 2023年11月21日 | ジッダ           | プリンス・アブドゥッラー・アル・ファイサル・スタジアム | シリア                 | ○5-0         | 森保一                     | 2026 FIFAワールドカップ・アジア2次予選                             |
| 25. | 2024年1月14日  | ドーハ           | アル・トゥマーマ・スタジアム                           | ベトナム               | ○4-2         | 森保一                     | AFCアジアカップ2023                                                |
| 26. | 2024年1月19日  | ライヤーン       | エデュケーション・シティ・スタジアム                   | イラク                 | ●1-2         | 森保一                     | AFCアジアカップ2023                                                |
| 27. | 2024年3月21日  | 東京             | 国立競技場                                             | 朝鮮民主主義人民共和国 | ○1-0         | 森保一                     | 2026 FIFAワールドカップ・アジア2次予選                             |
| 28. | 2024年6月6日   | ヤンゴン         | トゥウンナ・スタジアム                                 | ミャンマー             | ○5-0         | 森保一                     | 2026 FIFAワールドカップ・アジア2次予選                             |
| 29. | 2024年9月5日   | さいたま         | 埼玉スタジアム2002                                     | 中国                   | ○7-0         | 森保一                     | 2026 FIFAワールドカップ・アジア3次予選                             |
| 30. | 2024年9月10日  | リファー         | バーレーン・ナショナル・スタジアム                     | バーレーン             | ○5-0         | 森保一                     | 2026 FIFAワールドカップ・アジア3次予選                             |
| 31. | 2024年10月10日 | ジッダ           | キング・アブドゥッラー・スポーツシティ・スタジアム     | サウジアラビア         | ○2-0         | 森保一                     | 2026 FIFAワールドカップ・アジア3次予選                             |
| 32. | 2024年10月15日 | さいたま         | 埼玉スタジアム2002                                     | オーストラリア         | △1-1         | 森保一                     | 2026 FIFAワールドカップ・アジア3次予選                             |

### ゴール
| No. | 開催日        | 開催都市 | スタジアム     | 対戦国         | 結果 | 大会                       |
| --- | ------------- | -------- | -------------- | -------------- | ---- | -------------------------- |
| 1.  | 2023年6月15日 | 豊田     | 豊田スタジアム | エルサルバドル | ○6-0 | キリンチャレンジカップ2023 |